# Canoa/kayak ai XVII Giochi panamericani
La canoa ai XVII Giochi panamericani ha visto competere i concorrenti in due diverse discipline: le gare di canoa-sprint si sono disputate dall'11 al 14 luglio al Centro Flatwater Welland Pan Am di Welland, mentre quelle di canoa slalom si sono svolte il 18 e 19 luglio al Minden Wild Water di Minden Hills.

## Calendario
Tutti gli orari secondo il Central Standard Time (UTC-5).
| Data          | Inizio | Evento                                            | Fase                   |
| ------------- | ------ | ------------------------------------------------- | ---------------------- |
| Sprint        |        |                                                   |                        |
| Sab 11 luglio | 9:00   | K-4 500m donne                                    | Finali                 |
| Sab 11 luglio | 9:00   | K-1 1000m, C-1 1000m, K-2 1000m, C-2 1000m uomini | Preliminari/Semifinali |
| Sab 11 luglio | 11:10  | K-1 500m donne                                    | Preliminari/Semifinali |
| Dom 12 luglio | 9:00   | K-4 1000m uomini                                  | Finali                 |
| Dom 12 luglio | 10:05  | K-1 200m donne                                    | Preliminari/Semifinali |
| Dom 12 luglio | 10:05  | K-1 200m, C-1 200m, K-2 200m uomini               | Preliminari/Semifinali |
| Lun 13 luglio | 9:34   | K-1 1000m, C-1 1000m, K-2 1000m, C-2 1000m uomini | Finali                 |
| Lun 13 luglio | 11:35  | K-1 500m donne                                    | Finali                 |
| Mar 14 luglio | 9:00   | K-2 500m donne                                    | Finali                 |
| Mar 14 luglio | 9:25   | K-1 200m, C-1 200m uomini/donne                   | Finali                 |
| Mar 14 luglio | 10:55  | K-2 200m uomini                                   | Finali                 |
| Slalom        |        |                                                   |                        |
| Sab 18 luglio | 10:39  | C1, C2, K1 uomini, C1, K1 donne                   | Preliminari            |
| Dom 19 luglio | 10:39  | C1, K1 uomini, C1 donne                           | Semifinali/Finali      |
| Dom 19 luglio | 14:56  | K2 donne, C1 uomini                               | Semifinali/Finali      |

## Risultati

### Uomini
| Evento     | Oro                                                         | Argento                                                                                             | Bronzo                                                                        |
| Sprint     |                                                             | |                                                                               |
| C1 - 200m  | I. Queiroz dos Santos                                       | Jason McCoombs                                                                                      | Arnold Rodriguez                                                              |
| C1 - 1000m | I. Queiroz dos Santos                                       | Mark Oldershaw                                                                                      | Jose Cristobal                                                                |
| C2 - 1000m | Canada Benjamin Russell Gabriel Beauchesne-Sévigny          | Brasile Erlon De SOuza Silva I. Queiroz dos Santos                                                  | Cuba Serguey Torres Jose Bulnes                                               |
| K1 - 200m  | Mark de Jonge                                               | Edson Isaias Freitas Da Silva                                                                       | Cesar De Cesare                                                               |
| K1 - 1000m | Jorge Garcia                                                | Jorge Garcia                                                                                        | Daniel Dal Bo                                                                 |
| K2 - 200m  | Argentina Ezequiel Di Giacomo Ruben Voisard Rezola          | Cuba Fidel Vargas Reinier Torres                                                                    | Brasile Hans Heinrich Mallmann Edson Freitas da Silva                         |
| K2 - 1000m | Cuba Jorge Garcia Reinier Torres                            | Argentina Pablo de Torres Gonzalo Carreras                                                          | Brasile Celso Dias de Oliveira Junior Vagner Junior Souta                     |
| K4 - 1000m | Cuba Jorge Garcia Reinier Mora Reinier Torres Alex Menendez | Brasile Roberto Maehler Vagner Junior Souta Celso Dias de Oliveira Junior Gilvan Bitencourt Ribeiro | Argentina Daniel Dal Bo Juan Ignacio Caceres Pablo de Torres Gonzalo Carreras |
| Slalom     |                                                             | |                                                                               |
| C1         | Casey Eichfeld                                              | Cameron Smedley                                                                                     | Felipe da Silva                                                               |
| C2         | Stati Uniti Devin McEwan Casey Eichfeld                     | Brasile Charles Correa Anderson Oliveira                                                            | Argentina Lucas Rossi Sebastian Rossi                                         |
| K1         | Michal Smolen                                               | Pedro da Silva                                                                                      | Ben Hayward                                                                   |

### Donne
| Evento    | Oro                                                                   | Argento                                                              | Bronzo                                                                   |
| Sprint    |                                                                       |                                                                      |                                                                          |
| C1 - 200m | Laurence Vincent-Lapointe                                             | Anggie Avegno Salazar                                                | Valdenice Conceicao Do Nascimento                                        |
| K1 - 200m | Yusmari Mengana                                                       | Michelle Russell                                                     | Sabrina Ameghino                                                         |
| K1 - 500m | Yusmari Mengana                                                       | Michelle Russell                                                     | Ana Paula Vergutz                                                        |
| K2 - 500m | Cuba Yusmari Mengana Yurieni Guerra                                   | Argentina Sabrina Ameghino Alexandra Keresztesi                      | Messico Karina Alanis Maricela Montemayor                                |
| K4 - 500m | Canada Michelle Russell Émilie Fournel Kathleen Fraser Hannah Vaughan | Cuba Daniela Martin Yurieni Guerra Lisandra Torres Jessica Hernandez | Argentina Maria Garro Sabrina Ameghino Alexandra Keresztesi Brenda Rojas |
| Slalom    |                                                                       |                                                                      |                                                                          |
| C1        | Ana Satila                                                            | Colleen Hickey                                                       | Haley Daniels                                                            |
| K1        | Jazmyne Denhollander                                                  | Ana Satila                                                           | Ashley Nee                                                               |

## Medagliere
| Posizione | Nazione     | Oro | Argento | Bronzo | Totale |
| --------- | ----------- | --- | ------- | ------ | ------ |
| 1         | Cuba        | 6   | 3       | 2      | 10     |
| 2         | Canada      | 5   | 5       | 2      | 12     |
| 3         | Brasile     | 3   | 6       | 5      | 14     |
| 4         | Stati Uniti | 3   | 1       | 1      | 5      |
| 5         | Argentina   | 1   | 2       | 5      | 8      |
| 6         | Ecuador     | 0   | 1       | 1      | 2      |
| 7         | Messico     | 0   | 0       | 2      | 2      |
| Totale    | Totale      | 18  | 18      | 18     | 54     |